# Aleksandr Basjirov
Aleksandr Basjirov (russisk: Алекса́ндр Никола́евич Баши́ров) (født 24. september 1955 i Sogom i Sovjetunionen) er en russisk filminstruktør, skuespiller og manuskriptforfatter.

## Filmografi
- Zjeleznaja pjata oligarkhii (Железная пята олигархии, 1999)[4][5]